# Scrupocellaria bifurcata
Scrupocellaria bifurcata är en mossdjursart som beskrevs av Liu 200. Scrupocellaria bifurcata ingår i släktet Scrupocellaria och familjen Candidae. Inga underarter finns listade i Catalogue of Life.